# 阿卜杜勒·慕敏
阿卜杜勒·慕敏·本·阿里·库米（阿拉伯语：‎；1094年—1163年），简称阿卜杜勒·慕敏（‎ ʿAbd al-Muʾmin），穆瓦希德王朝首位哈里发，1147年至1163年在位。
他是出生在瓦赫兰地区（今属阿尔及利亚）的泽纳塔柏柏尔人，早年追随伊本·图马特的宗教改革运动。1130年，伊本·图马特离世后继承其事业。1147年，率军攻占穆拉比特王朝都城马拉喀什，推翻穆拉比特王朝，开创穆瓦希德王朝的统治。他麾下的疆域最终涵盖了埃及以西直至大西洋的沿岸地带以及伊比利亚半岛的部分地区，成为马格里布的霸主。今日的阿尔及利亚人视他为民族英雄。

## 生平
阿卜杜勒·慕敏出生在今属阿尔及利亚的瓦赫兰地区，属于泽纳塔柏柏尔人的库米亚（Kumiya）部落。年轻时在特莱姆森学习法学，其导师在他学成前离世。1117年前后，他在贝贾亚附近遇到了从东方归来的学者伊本·图马特，成为其早期信众之一，决定共同前往摩洛哥传播伊本·图马特的教义，规正当地人不合教规的行为。
伊本·图马特的信众不断遭到驱逐，最终躲藏在阿特拉斯山脉避难。伊本·图马特在当地自立为马赫迪，向穆拉比特王朝发动圣战。其部队在攻打马拉喀什时遇阻，在布海拉战役惨败，军事领袖巴希尔丧命，阿卜杜勒·慕敏继任。伊本·图马特在1128年离世，1130年前后，阿卜杜勒·慕敏成为伊本·图马特的继承者。伊本·赫勒敦声称慕敏隐瞒伊本·图马特的死讯长达两年，以争取和奥马尔·欣塔塔酋长的女儿成婚，从而消弭其潜在对手的威胁，但后世并不认同这一说法。
阿卜杜勒·慕敏先是着手控制整个大阿特拉斯山脉，随后掌控中阿特拉斯山脉，进入里夫山脉地区，最终攻占其在特莱姆森以北的故乡。1145年，阿卜杜勒·慕敏率军击败了穆拉比特军队，得以掌控大西洋沿海平原。1147年，阿卜杜勒·慕敏率军攻陷穆拉比特都城马拉喀什。慕敏在城中追杀穆拉比特人，30,000人因而丧命。尔后他建都马拉喀什，以清除异教为由拆毁了城中的宫殿和所有清真寺。他继续向东进军，在1151年将国境扩张到今阿尔及利亚的君士坦丁。他遇到一支正向东进发的阿拉伯部落民，将之纳入麾下。这批部落随后一批被派往西班牙展开征服，另一批留在北非对抗伊本·图马特家族的叛乱。1158年至1159年，他發兵消滅了西西里王國的北非駐軍，征服了今突尼斯和的黎波里塔尼亚全境。之后，格拉纳达、科尔多瓦和塞维利亚也被其军队占领。
1163年，他在塞拉去世。

## 后世影响
尽管拆毁了穆拉比特时代的大量建筑，阿卜杜勒·慕敏本人也重建了大量纪念建筑、宫殿和清真寺。他在谢拉建造堡垒，以此作为进攻伊比利亚的据点。他设立了集权政府，在他死后，穆瓦希德帝国又掌控整个北非五十多年。他为每个柏柏尔部落设立马赫赞，是由安达卢斯的穆斯林组成的行政机构，以利君主掌控各部落。他创立土地登记制度，以巩固帝国的财政收益基础。他也支持艺术，但在清真寺建设上为遵循伊本·图马特的教义，而尽量从简、少有装饰。他下令建造了马拉喀什的库图比亚清真寺。
今日的阿尔及利亚人视他为民族英雄。